# فرانسوا جاك
فرانسوا جاك (بالفرنسية: François Jacques)‏ هو باحث في تاريخ العصور الكلاسيكية فرنسي، ولد في 5 فبراير 1946 في بورج في فرنسا، وتوفي في 3 مايو 1992 في باريس في فرنسا.